# 尼爾森 (蘭開夏郡)
尼爾森（Nelson）是英格蘭蘭開夏郡的一個城市和民政教區。2011年，尼爾森有人口29,135人。尼爾森位於伯恩利以北4英里（6.4公里）處。2011年，尼爾森有人口29,135人。